# Domenico Piemontesi
Domenico Piemontesi (Boca, 11 januari 1903 –  Borgomanero, 1 juni 1987) was een Italiaans wielrenner. Hij behaalde tijdens zijn carrière elf etappeoverwinningen in de Ronde van Italië. In het peloton had hij diverse bijnamen: Piemunt, La Spacca en De Cycloon van Boca.
Piemontesi won in 1930 de Ronde van Lombardije, maar hij werd teruggezet naar de vierde plaats wegens onregelmatig sprinten. Drie jaar later wint hij dan toch de herfstklassieker. Hij staat ook tweemaal aan de start van de Ronde van Frankrijk, maar moet beide keren opgeven. De Ronde van Italië bevalt hem dan beter: hij wint er elf etappes en staat er tweemaal op het eindpodium, evenwel zonder te winnen. Hetzelfde overkomt hem in het nationaal kampioenschap: hij pakt zilver in 1927 en brons in 1929, telkens gaat de overwinning naar de ongenaakbare Alfredo Binda.
Op het allereerste Wereldkampioenschap voor profs pakt Piemontesi brons. De titel gaat ook deze keer naar Binda.

## Overwinningen
1922
Tre Valli Varesine
1926
1e etappe Ronde van Italië
2e etappe Ronde van Italië
1927
4e etappe Ronde van Italië
Ronde van Emilië
Milaan-Modena
1928
1e etappe Ronde van Italië
6e etappe Ronde van Italië
7e etappe Ronde van Italië
9e etappe Ronde van Italië
12e etappe Ronde van Italië
Grosser Sachsenpreis
1929
12e etappe Ronde van Italië
1930
5e etappe Ronde van Italië
1932
Tre Valli Varesine
3e etappe Ronde van Catalonië
5e etappe Ronde van Catalonië
1933
Ronde van Lombardije
1934
1e etappe Ronde van Zwitserland
Giro della Provincia Milano
1935
18e etappe Ronde van Italië

## Resultaten in voornaamste wedstrijden
| Jaar | Ronde van Italië | Ronde van Frankrijk | Ronde van Spanje |
| ---- | ---------------- | ------------------- | ---------------- |
| 1922 |                  |                     |                  |
| 1926 | opgave (2)       |                     |                  |
| 1927 | opgave (1)       |                     |                  |
| 1928 | 20e (5)          |                     |                  |
| 1929 | ↑ (1)            |                     |                  |
| 1930 | 11e (1)          | opgave              |                  |
| 1931 | opgave           |                     |                  |
| 1932 | opgave           |                     |                  |
| 1933 | ↑                | opgave              |                  |
| 1934 | 7e               |                     |                  |
| 1935 | 42e (1)          |                     |                  |
| 1936 | 6e               |                     |                  |
| 1937 | 34e              |                     |                  |

| Jaar | Milaan-San Remo | Parijs-Roubaix | Ronde van Lombardije |  | WK op de weg |
| ---- | --------------- | -------------- | -------------------- |  | ------------ |
| 1922 |                 |                | 12e                  |  |              |
| 1926 |                 |                | 6e                   |  |              |
| 1927 | ↑               |                |                      |  | ↑            |
| 1928 |                 |                |                      |  |              |
| 1929 |                 |                |                      |  | 9e           |
| 1930 | ↑               |                | 4e                   |  |              |
| 1931 | ↑               |                |                      |  |              |
| 1932 |                 |                | ↑                    |  |              |
| 1933 |                 | 20e            | ↑                    |  |              |
| 1934 |                 |                | ↑                    |  |              |
| 1935 |                 |                | 12e                  |  |              |
| 1936 |                 |                |                      |  |              |